# ガッド・エルマレ
ガッド・エルマレ（Gad Elmaleh, 1971年4月19日 - ）は、ユダヤ系モロッコ人の俳優、コメディアン。

## 来歴
モロッコ・カサブランカにて、ユダヤ系の家庭に生まれる。アラビア語、フランス語、ヘブライ語の環境で育つ。17歳のときにカナダのケベック州に移住し、政治学を学ぶ。22歳のときにパリに移る。
1995年には初のワンマン・ショーを行う。
女優のアンヌ・ブロシェとの間に一児がある。マリー・ドリュケールと交際していたこともある。2011年よりモナコ公室のシャルロット・カシラギと交際し、2013年に男児が生まれたが、2015年に別れている。

## 主な出演作品
- ねじれた愛 L'Homme est une femme comme les autres (1998)
- プライスレス 素敵な恋の見つけ方 Hors de prix (2006)
- タンタンの冒険/ユニコーン号の秘密 The Adventures of Tintin: Secret of the Unicorn (2011)
- 黄色い星の子供たち La Rafle (2010)
- ミッドナイト・イン・パリ Midnight in Paris (2011)
- モンスター・イン・パリ 響け!僕らの歌声 A Monster in Paris (2011)
- ムード・インディゴ うたかたの日々 L'Écume des jour (2013)